# ديوغو بيريرا
ديوغو بيريرا هو لاعب كرة قدم برازيلي، ولد في 27 مارس 1990 في ساو باولو في البرازيل.

## وصلات خارجية
- ديوغو بيريرا على موقع قاعدة بيانات كرة القدم.إي يو (الإنجليزية)
- ديوغو بيريرا على موقع Soccerway.com (الإنجليزية)